# Dasystole geminilinea
Dasystole geminilinea là một loài bướm đêm trong họ Geometridae.